# Districtul Lam Thamenchai
Lam Thamenchai (în thailandeză ลำทะเมนชัย) este un district (Amphoe) din provincia Nakhon Ratchasima, Thailanda, cu o populație de 32.527 de locuitori și o suprafață de 308,5 km².

## Componență
Districtul este subdivizat în 4 subdistricte (tambon). 
| 1. | Khui       | ขุย     |  |
| 2. | Ban Yang   | บ้านยาง |  |
| 3. | Chong Maeo | ช่องแมว |  |
| 4. | Phlai      | ไพล    |  |